# Bao đóng phản xạ
Trong toán học, bao đóng phản xạ của quan hệ hai ngôi R trên tập hợp X là quan hệ phản xạ nhỏ nhất trên X mà chứa R.
Lấy ví dụ,  nếu X là tập các số phân biệt và x R y nghĩa là "x nhỏ hơn y", thì bao đóng phản xạ của quan hệ R là quan hệ "x nhỏ hơn hoặc bằng y".

## Định nghĩa
Bao đóng phản xạ S của quan hệ R trên tập X được định nghĩa như sau
{\displaystyle S=R\cup \left\{(x,x):x\in X\right\}}
nghĩa là bao đóng phản xạ của R là hợp của R với quan hệ đơn vị của X.

## Ví dụ
Xét ví dụ sau
{\displaystyle X=\left\{1,2,3,4\right\}}
{\displaystyle R=\left\{(1,1),(2,2),(3,3),(4,4)\right\}}
vì quan hệ {\displaystyle R} đã phản xạ sẵn rồi, nên bao đóng phản xạ của nó là chính nó.
Song, nếu bỏ đi bất kỳ cặp trong {\displaystyle R}, cặp đó sẽ lại được thêm vào trong bao đóng phản xạ. Ví dụ nếu như bỏ cặp {\displaystyle (3,3)} trong {\displaystyle R} thì bao đóng phản xạ của nó sẽ là
{\displaystyle S=R\cup \left\{(x,x):x\in X\right\}=\left\{(1,1),(2,2),(3,3),(4,4)\right\}.}